# Evagetes pectinipes pectinipes
Evagetes pectinipes pectinipes é uma subespécie de insetos himenópteros, mais especificamente de vespas pertencente à família Pompilidae.
A autoridade científica da subespécie é Linnaeus, tendo sido descrita no ano de 1758.
Trata-se de uma subespécie presente no território português.